# Roger Weisberg
Roger Weisberg (geb. vor 1993) ist ein US-amerikanischer Filmproduzent und Regisseur von Fernsehserien und Dokumentarfilmen.
Für die Regie des gemeinsam mit Murray Nossel gedrehten Films Why Can’t We Be a Family Again? (2002) und die Produktion von Josh Aronsons Sound and Fury (2000) wurde er jeweils für einen Oscar nominiert.
In seinen Filmen beschäftigt sich Weisberg häufig kritisch mit sozialpolitischen Themen und verarbeitet beispielsweise Substanzmissbrauch und Sucht oder Kindesmissbrauch und Schwangerschaft von Minderjährigen. Insgesamt wurde er über 100 Mal ausgezeichnet.

## Filmografie
Serien
- P.O.V., 2 Episoden

Dokumentation
- 1997: Sex and Other Matters of Life and Death
- 2004: Aging Out
- 2008: Critical Condition
- 2012: Money and Medicine

## Nominierungen und Auszeichnungen

### Gewonnen
- 1993 für Road Scholar (1993): Seattle International Film Festival –  Golden Space Needle Award, Kategorie: Best Documentary
- 1993 für Road Scholar (1993): CINE Competition –  CINE Golden Eagle, Kategorie: Documentary
- 2002 für Why Can’t We Be a Family Again? (2002): Atlanta Film Festival – Jury Award, Kategorie: Best Documentary Short
- 2003 für Why Can’t We Be a Family Again? (2002): Palm Springs International ShortFest – 2. Platz, Jury Award, Kategorie:  Best Documentary
- 2005 für Waging a Living (2002): New Jersey International Festival –  Grand Prize, Kategorie:  Best Documentary Film/Video
- 2010 für No Tomorrow (2010): Hamptons International Film Festival – Victor Rabinowitz and Joanne Grant Award for Social Justice

### Nominiert
- 1993 für Road Scholar (1993): Sundance Film Festival –  Grand Jury Prize, Kategorie Documentary
- 2001 für Sound and Fury (2000): Academy Award –  Best Documentary, Features
- 2003 für Why Can’t We Be a Family Again? (2002): Academy Award – Best Documentary, Short Subjects
- 2006 für Rosevelt’s America (2005), mit Tod Lending: Black Reel Award –  Best Independent Mini Documentary